# Sepalcure
Sepalcure is een muzikale groep bestaande uit Travis Stewart (beter bekend als Machinedrum) en Praveen Sharma (beter bekend als Braille). Hun debuutalbum, Sepalcure, werd uitgebracht in 2011 op het label Hotflush Recordings.

## Discografie
- Love Pressure (EP) (Hotflush Recordings, 2010)
- Fleur (EP) (Hotflush Recordings, 2011)
- Sepalcure (Hotflush Recordings, 2011)
- Make You (EP) (Hotflush Recordings, 2013)
- Fight For Us (EP) (Hotflush Recordings, 2015)
- Folding Time (Hotflush Recordings, 2016)